# Ожіо
Ожіо (груз. ოჟიო) — село в Грузії.
За даними перепису населення 2014 року в селі проживає 680 осіб.